# Рівненська міська територіальна громада
Рівненська міська громада — територіальна громада в Україні, в Рівненському районі Рівненської області. Адміністративний центр — місто Рівне.
Площа громади — 63,4 км², населення — 254 170 мешканців (2020).

## Населені пункти
У складі громади 1 місто (Рівне) і 1 селище (Квасилів).

## Старостинський округ
- Квасилівський[3]